# Tricks of Fate
Tricks of Fate è un cortometraggio muto del 1915 diretto da William Desmond Taylor.

## Produzione
Il film fu prodotto dalla Balboa Amusement Producing Company.

## Distribuzione
Distribuito dalla Pathé Exchange, il film - un cortometraggio di due bobine - uscì nelle sale cinematografiche statunitensi nel giugno 1915.